# 卡雷尔·赫罗马德卡
卡雷尔·赫罗马德卡（捷克語：Karel Hromádka，1905年5月23日—1978年3月30日），捷克男子冰球运动员。他曾代表捷克斯洛伐克参加1928年和1936年冬季奥林匹克运动会冰球比赛，分别获得第五名和第四名。